# Beaurepaire (Oise)
Beaurepaire é uma comuna francesa na região administrativa de Altos da França, no departamento de Oise. Estende-se por uma área de 5,07 km². Em 2010 a comuna tinha 67 habitantes (densidade: 13,2 hab./km²).